# Rijbevoegdheid
Rijbevoegdheid is de bevoegdheid om, na het behalen van een door de overheid gecertificeerd rijbewijs, een motorrijtuig te besturen. In Nederland en België kan een rijbewijs behaald worden vanaf 18 jaar, in de Verenigde Staten vanaf 16 jaar. Wie onder de toegestane leeftijd in een auto rijdt, is strafbaar.
Sommige overtredingen in het verkeer kunnen leiden tot een rijverbod (in Nederland: ontzegging van de rijbevoegdheid, in België: verval van het recht tot sturen of rijverbod). Dat betekent dat men voor een bepaalde tijd geen motorrijtuig meer mag besturen. Ook kan de politie een rijverbod opleggen, bij een alcoholincident is dit meestal een paar uur, of het rijbewijs invorderen (Nederland) of intrekken (België). In Nederland moet de officier van justitie dan beslissen of de overtreder zijn rijbewijs terugkrijgt, vooruitlopend op de strafzitting. In België geeft de procureur des Konings het rijbewijs "ambtshalve" terug binnen de 15 dagen tenzij de politierechtbank een verlenging uitspreekt.
Het behalen van het rijbewijs B is sinds november 2011 in Nederland mogelijk voor jongeren vanaf 17 jaar. Zij dienen na het behalen van het rijbewijs tot aan hun 18e verjaardag onder begeleiding te rijden van een geregistreerde coach. Het theorie-examen voor het rijbewijs B is opengesteld voor jongeren vanaf 16,5 jaar.